# Giovanni Gavazzi
Giovanni Gavazzi (Fiorenzuola d'Arda, 13 novembre 1946 – Fiorenzuola d'Arda, 25 giugno 2024) è stato un calciatore italiano, di ruolo centrocampista.

## Carriera
Cresciuto nel Fiorenzuola, nel 1964 passò alla Reggiana, in Serie B, con cui esordì il 17 gennaio 1965 sul campo del Napoli. Rimase in granata per tre stagioni come rincalzo, totalizzando 19 presenze in Serie B, prima di passare al Catania nell'operazione che portò Giovanni Fanello e Renzo Fantazzi in Emilia. Con gli etnei giocò da rincalzo la stagione 1967-1968, e nel novembre 1968 passò in prestito all'Inter che lo impiegò esclusivamente nel Campionato De Martino. Rientrato a Catania, conquistò da titolare (25 presenze e una rete) la promozione in massima serie nella stagione 1969-1970.
Fu riconfermato nella rosa rossoazzurra per la successiva stagione, in Serie A, debuttando nella massima serie il 25 ottobre 1970 sul campo della Sampdoria in sostituzione di Pietro Baisi. A causa di contrasti con l'allenatore sul suo impiego tattico, chiese la cessione e nel successivo mese di novembre ridiscese nella serie cadetta, in prestito alla Massese, con cui disputò 18 partite non evitando la retrocessione in Serie C. Dopo il ritorno in Sicilia fu condizionato da diversi problemi al menisco che ne limitarono le presenze a 26 in tre stagioni, fino al 1974. Nel novembre di quell'anno passò al Carpi, con cui collezionò 17 presenze nel campionato di Serie C 1974-1975, e di nuovo nel Fiorenzuola in Promozione.
Collezionò anche una presenza in Serie A e 104 presenze e 5 gol in Serie B.
Terminata la carriera agonistica, ricoprì l'incarico di allenatore del Fiorenzuola in due riprese, tra il 1978 e il 1980, nel campionato di Promozione.